# Teairra Mari
 (juin 2012).
Si vous disposez d'ouvrages ou d'articles de référence ou si vous connaissez des sites web de qualité traitant du thème abordé ici, merci de compléter l'article en donnant les références utiles à sa vérifiabilité et en les liant à la section « Notes et références ».
Teairra Mari, née le 2 décembre 1987  à Detroit dans le Michigan, de son vrai nom Teairra Marí Thompson, est une auteure-compositrice-interprète américaine de R&B et aussi actrice, mannequin et danseuse.
En 2005, elle a sorti son premier album intitulé Teairra Mari. Mais l'album a rencontré peu de succès car il s'est vendu à seulement 69 000 exemplaires aux États-Unis. En 2011, elle a signé sur le label du producteur américain Rico Love "Division1". En 2012, elle a sorti un nouveau single U Did That en duo avec le rappeur 2 Chainz (écrit et produit par Rico Love). La chanson se 92e dans le classement Hot R&B/Hip-Hop Songs et qui sera extrait de son 2e album studio à venir intitulé Sex On The Radio.
On peut apercevoir Teairra Mari dans le film Lottery Ticket aux côtés de Bow Wow.

## Jeunesse et début de carrière

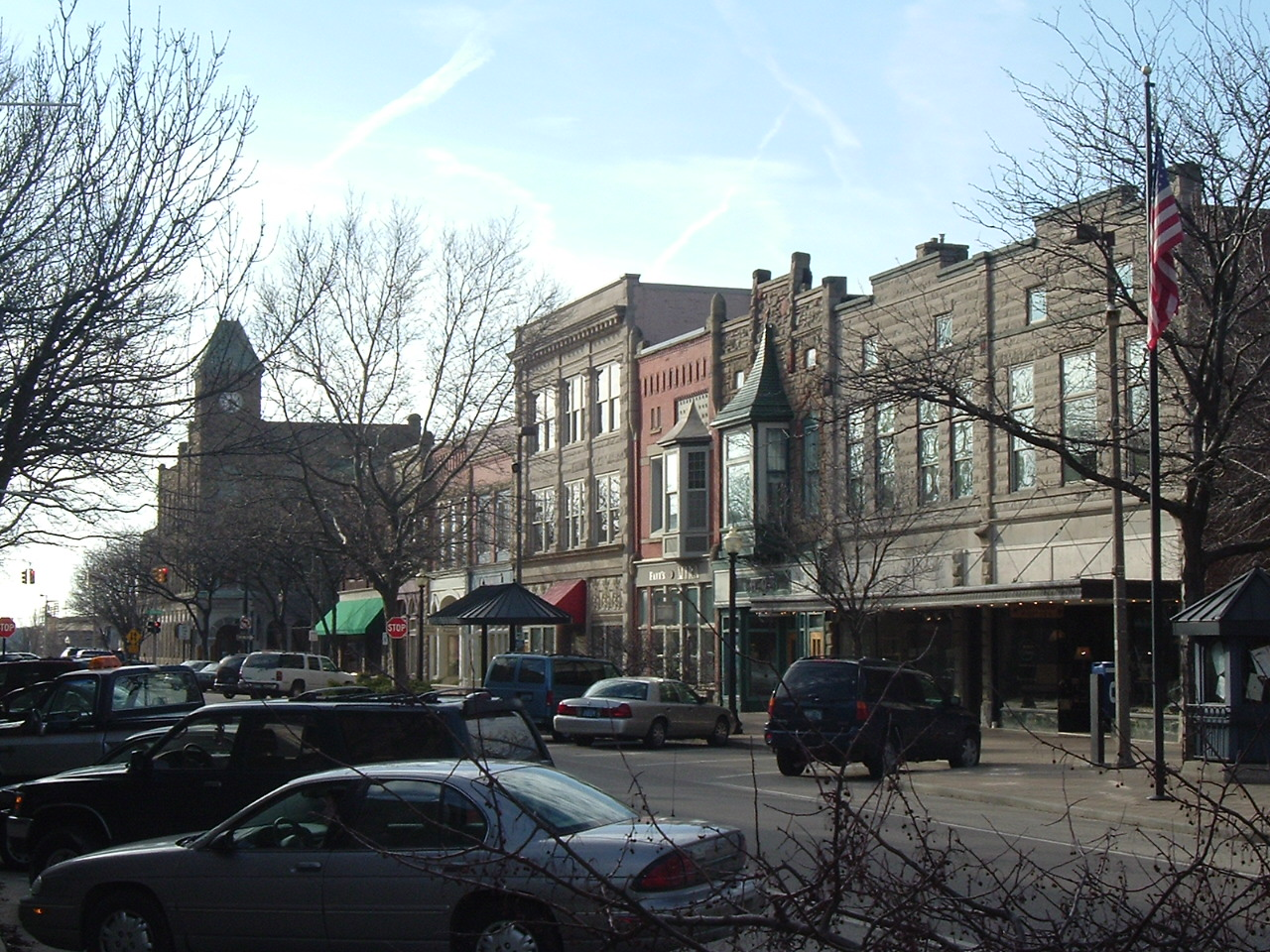
La rue dans laquelle Teairra Marí a grandi.

Jeune, elle est encouragée à poursuivre sa carrière musicale par sa grand-mère, ancienne choriste d'Aretha Franklin. 
Teairra commence sa carrière à 15 ans. Elle est allée à l'école Longfellow Elementary à Detroit avant de se faire transferer à Detroit Schools. Elle a attiré l'attention de Big Mike, Ed K et Helluvah de K.I.S.S. production. Sous la direction de Big Mike, Marí passe tout son temps libre en studio en travaillant avec les plus grands producteurs et auteurs-compositeurs dans le monde de la musique ; incluant  Helluva, Disco D, Big Mike, Chaz M, Detail, Lyriq, AK. J.R. K.I.S.S. Productions arrange pour Mari des collaborations avec des artistes tels que Ray J, J-Kwon, Lola Damone et Bee.
En octobre 2003, K.I.S.S. Productions réalise le 1er album de Teairra Mari, et l'EP Get Away .
Daryl simmons, un ami de Big Mike a fait enregistrer à Teairra des disques de démo avec L.A. Reid, le président de Island Def Jam Music Group. Après avoir entendu Mari chanter en live, Reid lui offre un contrat.
Selon Shakir Stewart, vice-président A & R chez Def Jam, dans un entretien avec HitQuarters, « Teairra était une étoile lorsqu'elle entra dans la pièce. Elle a conquis la salle lorsqu'elle a fait son audition. Nous sommes tombés amoureux avec elle dès le premier jour ».

## Discographie

### Albums
- Teairra Marí (2005)
- Sex on the Radio (TBA)

### Singles
| titre                                             | année | Meilleur position | Meilleur position | Certifications | Album              |
| titre                                             | année | US                | US R&B            | Certifications | Album              |
| ------------------------------------------------- | ----- | ----------------- | ----------------- | -------------- | ------------------ |
| "Make Her Feel Good"                              | 2005  | 35                | 9                 |                | Teairra Marí       |
| "No Daddy"                                        | 2005  | —                 | 84                |                | Teairra Marí       |
| "Phone Booth"                                     | 2005  | —                 | —                 |                | Teairra Marí       |
| "Sponsor" (featuring Gucci Mane & Soulja Boy)     | 2010  | —                 | —                 |                | NC                 |
| "Automatic"(feat. Nicki Minaj)                    | 2010  | —                 | —                 |                | NC                 |
| "U Did That" (featuring 2 Chainz)                 | 2012  | —                 | —                 |                | "Sex On The Radio" |
| "Deserve"                                         | 2014  | —                 | —                 |                | NC                 |
| "—" signifie que la chanson ne s'est pas classée. |       |                   |                   |                |                    |

## Filmographie
| Film  | Film                            | Film           | Film            |
| Année | Film                            | Rôle           | Notes           |
| ----- | ------------------------------- | -------------- | --------------- |
| 2009  | The Magnificent Cooly-T         | Sonya          | 1er Film        |
| 2010  | Lottery Ticket                  | Nikki Swazey   | Rôle secondaire |
| 2011  | Love & Hip Hop                  | Elle-même      | Rôle secondaire |
| 2012  | Mac and Devin Go to High School | Ms. Huck       | Rôle secondaire |
| 2012  | Holla II                        | Tatianna       | Rôle secondaire |
| 2013  | The Dempsey Sisters             | Sheena Dempsey | Rôle secondaire |
| 2014  | Love & Hip Hop: Hollywood       | Elle-même      | Rôle Principale |